# ルーマニア領の変遷

ワラキア、モルダヴィアの統一から現在までの領土の変遷（1856年 - 2010年）

本項では、ルーマニア発足から現在までのルーマニア領の変遷（ルーマニアりょうのへんせん）を解説する。

## 略史
独立国家としてのルーマニアは、ワラキアとモルダヴィアに公国が誕生した14世紀までさかのぼることができる。ワラキアは、オスマン帝国やハプスブルク帝国に領土の一部を奪われたが、これらの領土は後にすべて回復している。一方、モルダヴィアは多くの領土を喪失した。1775年、ハプスブルク帝国がブコヴィナに侵攻し、モルダヴィアを併合した。また、1812年には、ロシア帝国がベッサラビアを支配下に置いている。これらの領土では強力な植民地化政策が推し進められた。ワラキアとモルダヴィアの両公国は、1859年に統合し、ルーマニア公国が成立した。新生ルーマニアはオスマン帝国の属国としての立場から独立することを求め、1878年にロシアの協力のもと露土戦争に勝利した。しかし、ルーマニアに復帰したばかりであった南ベッサラビアは、ロシアに併合されてしまう。これに対する補償として、ルーマニアは北ドブロジャは得たほか、1913年には第二次バルカン戦争の結果、ブルガリア王国から南ドブロジャも併合した。
ルーマニア王国は連合国と、領土拡大を約束するブカレスト条約を結び、その結果、1916年には第一次世界大戦に参戦することとなる。序盤は劣勢で、1918年には、カルパティア山脈の峠やドブロジャを失ってしまう。この期間に、ベッサラビアのルーマニア併合が実現している。しかし、中央同盟国が次第に弱体化し、連合国（特にフランス）からの圧力が強まると、ルーマニアは同年再び参戦する。この戦争で連合国は勝利を収め、失っていたブコヴィナ、トランシルヴァニアを取り戻すことに成功した。この時期は、大ルーマニアと呼ばれ、ルーマニアの領土が最大となった時代である。
しかし、ルーマニアの近隣諸国はこの新しい国境を受け入れてはいなかった。ルーマニアは当初、地域同盟や、フランス、イギリスとの保護同盟に頼っていたが、フランスがナチス・ドイツに陥落すると、領土の維持は深刻になった。西側諸国がルーマニアを保護できないことは明白であったため、1940年にソビエト連邦が、ベッサラビアや北ブコヴィナの占領に関する最後通牒を出すと、これを受け入れざるを得なかった。ルーマニア王のカロル2世は、領土を守るためドイツに接近したが、逆に、北トランシルヴァニアをハンガリーへ、南ドブロジャをブルガリアへ割譲する結果となってしまう。そのため、王の人気は低迷し、代わってイオン・アントネスクが実権を握った。彼はルーマニアを正式に枢軸国側につかせ、ユーゴスラビアに侵攻してバナトやティモク谷の譲渡を要求したが、これが実現することはなかった。1941年、枢軸国はソ連に侵攻し、ルーマニアはかつての領土に加え、トランスニストリアを支配下に置いた。しかし、戦況は悪化し、1944年にアントネスクが失脚すると、ルーマニアは連合国側に寝返ったため、ベッサラビアや北ブコヴィナは再びソ連領に戻ることになった。一方で、北トランシルヴァニアの領有権は回復している。
1947年には、ソ連の支援を受けた共産主義政権が成立した。ソ連は、ドナウ・デルタや黒海にあるルーマニア領の島を占拠し、1948年には公式な領土変更が行われている。この島の1つがズミイヌイ島（現ウクライナ領）で、ルーマニアとウクライナの間でこの島の位置づけをめぐる海上境界の係争が続いていたが、2009年にはルーマニアが領有を主張する水域の80％に対して同国の領有権が認められた。
現在では、ナショナリストをはじめとする団体が、ベッサラビアや北ブコヴィナなどへの領土拡大を主張している。

## ルーマニア成立以前

ポクッチャを含む、モルダヴィア最盛期の領土

1859年にルーマニア公国として統合されるまで、ルーマニアはワラキアとモルダヴィアに分かれていた。いずれも14世紀に成立した国で、その国境は幾度となく変更されている。ワラキアは、ミルチャ1世の統治時代にドブロジャを獲得したが、1418年頃にオスマン帝国によって奪われた。同時期にオスマンは、ドナウ川の北側にある港町、ジュルジュやトゥルヌ・マグレレも占領している。また、16世紀の中頃には、ブライラも失った。1600年、
ワラキアのミハイ勇敢公が、ルーマニアにあった3つの公国（ワラキア、モルダヴィア、トランシルヴァニア）を統一したが、これは長続きしなかった。1718年の終わりに墺土戦争で勝利したハプスブルク帝国は、ワラキアの西部、オルテニアを併合するが、1739年のベオグラード条約で再びワラキア領に戻っている。また、1826年に締結されたアッケルマン条約では、ドナウ川の北側にある3つの港湾都市がワラキアに回復し、オスマンとの国境はドナウ川に戻された。
一方のモルダヴィアは、ハンガリー王のラヨシュ1世がタタール人に勝利したことによって誕生した。そのため、この地域ではハンガリーの影響が強く、ドラゴシュ統治下の1347年には正式にハンガリーの属領となった。しかし、彼の後を継いだサシュがボグダン1世に敗れたことにより、ハンガリーの属国としての立場は終わり、独立を果たした。しかし、ボグダン1世の治世やその後しばらくの間は、依然としてハンガリー（1370年から1382年にかけてはハンガリー・ポーランド連合）に服従する関係のままであったといわれる。この数年後には、モルダヴィア最初の領土変更が行われる。ポーランド王のヴワディスワフ2世はドイツ騎士団との戦争のために資金を必要としており、1388年、モルダヴィアのペトル・ムシャットに4,000ルーブルの融資を依頼した。この抵当としてポクッチャが譲渡されたが、資金が返済されることはなかった。ポクッチャは、以降2世紀にわたってポーランドとモルダヴィアの係争地域となるが、1531年のオバーティンの戦いでポーランドに奪還された。また、1484年には、キリアとビルホロド＝ドニストロフスキーの港がオスマン帝国に占領され、続く1538年にはモルダヴィアの黒海岸（ブジャク）全体も失った。さらに、1711年には軍事的に重要であったホティン一帯もオスマンが併合し、現地のリプカ・タタール人とともに、サンジャク県を設立した。ブコヴィナは、1775年にハプスブルク帝国が侵攻、占領し、以降は強力なウクライナ化が推し進められた。モルダヴィア最後となる大規模な領土の喪失は1812年に起こった。1806年から1812年までオスマン帝国とロシアの間で行われた露土戦争の結果、ブカレスト条約により、東部のベッサラビアがロシアに割譲された。ベッサラビアもブコヴィナ同様、強力なロシア化が実施されたが、ロシアがクリミア戦争で敗北すると、1856年に南ベッサラビアが回復した。
オスマンによりハンガリー王国が弱体化すると、分割が進み、トランシルヴァニアはほぼ独立した状態となっていた。当時のトランシルヴァニアは、現在の領域に加え、バナトや、西部の地域（ベレグ、クリシャナ、マラムレシュ、ソルノクやウンなどの一部、全体でパルティウムと呼ばれることもある）も含んでいる。しかし当時は、ルーマニア人がトランシルヴァニアを支配することはなく、1699年にハプスブルクによって占領された。

## 歴史

### 独立と国家成立

1864年のルーマニアの行政区分を示した地図

1859年、ワラキアとモルダヴィアは、両公国の公位を継いだアレクサンドル・ヨアン・クザが統一を宣言した。後継の王としては1866年の投票の結果、カロル1世が選出されたが、当時のルーマニアはオスマン帝国の属国という立場で、完全な独立を勝ち得てはいなかった。そのため、対オスマン帝国の露土戦争では、ロシアの「消極的な」同盟国として参戦し、勝利した。戦後、ロシアは南ベッサラビアをルーマニアから回復しようと試みたが、この提案は繰り返し退けられていた。交渉の末、1877年の条約で、ロシアはルーマニアの領土侵害は行わないことを約束していたが、わずか1年後、北ドブロジャやズミイヌイ島を引き渡し、代わりに南ベッサラビアを譲渡させるという内容のサン・ステファノ条約をルーマニアに代わって締結し、この約束を破ることになる。条約は、後のベルリン会議で西欧諸国によって改正され、ここでも南ベッサラビアでのロシア支配が認められた。1878年、ルーマニアはベッサラビアの領土を失う一方、オスマン帝国からの独立を獲得し、ドナウ・デルタなど北ドブロジャの支配権も得ている。
ベルリン会議での領土交渉において、ドナウ川に浮かぶアダ・カレ島（城塞島）については議論されなかった。ハンガリーのジャーナリスト、エミル・レンジェルは、「アダ・カレ島はもともとトルコに帰属していたが、1878年のベルリン会議に出席した平和主義者たちは、この島の存在を忘れていた」と述べている。会議での取り決めによると、ドナウ川は中立地帯になっており、オーストリア＝ハンガリー帝国は、島を無人地帯と解釈して領有を主張した。ハンガリー国会の議員は、同意を得るためオスマン帝国側にも連絡をとって、1913年に島を併合した。島には、オーストリア＝ハンガリー帝国の軍隊が駐留していたが、一般市民も居住しており、数十年の間帰属が不明瞭な状態が続いていた。1881年、ルーマニア王国の独立が成立した。
20世紀のはじめに勃発した第一次バルカン戦争では、バルカン半島での勢力バランスが不均衡であることが露呈し、戦後、オーストリア＝ハンガリー帝国は、ブルガリアを支援する一方、セルビア王国とは対立した。ルーマニアはこれに同調せず、交渉が失敗に終わると、1913年、ブルガリアに宣戦布告するかたちで第二次バルカン戦争に加わった。結果はルーマニアの勝利に終わり、1878年にはシリストラなど、南ドブロジャを獲得した。

### 第一次世界大戦

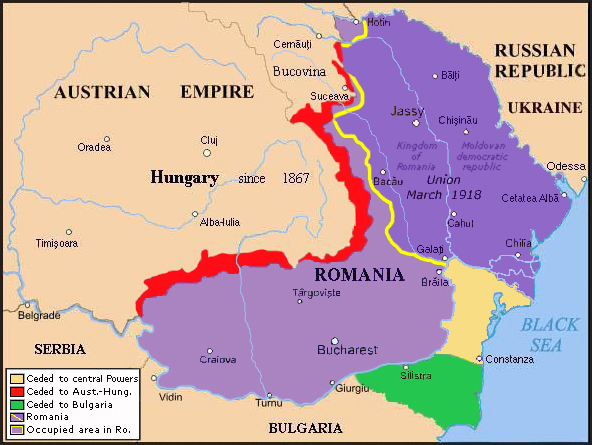
1918年のブカレスト条約後のルーマニア

第一次世界大戦が始まった1914年当時、ルーマニアは中立の立場をとっていた。しかし、三国協商国とは秘密裏に交渉を進め、1916年にはブカレスト条約に調印している。この条約は、ルーマニアにトランシルヴァニア、ブコヴィナ、バナト、ティサ川沿いのハンガリー領（クリシャナ）の領有権を認めるものである。カロル1世の死後、外交政策を引き継いだ首相のイオン・I・C・ブラティアヌは、ルーマニアが数十年前、ロシアに条約を破棄されるかたちで南ベッサラビアを失ったことから、今回の連合国との条約にも疑念の目を向けていた。条約が履行されるよう、彼は様々な条項について強くこだわった。
1916年8月、ルーマニアは参戦し、トランシルヴァニアに侵攻したが、南部から中央同盟国の反撃に遭い、失敗に終わった。ルーマニア軍の士気は高かったが、装備が不十分な上、経験も不足していたため、12月にはワラキアやドブロジャを同盟国軍に占領されていた。戦況の悪化に伴い、ルーマニアに対してブカレスト条約の履行を確約できなくなった協商国は、戦争に関する次の会議にルーマニアを招待しなかった。しかし、この対応を不満とするブラティアヌは、モスクワへ出向いた際にルーマニアの重要性を説き、状況は変わることとなる。一方、共闘していたロシアは、ロシア革命により大戦から離脱した。ルーマニアは、モルダヴィア戦線で何とか同盟国軍を食い止めたものの、東部戦線に単独で取り残されることとなり、さらには政変後のロシア革命軍も脅威となり得た。そのため、1917年12月9日には、同盟国とフォクシャニ休戦協定を締結した。一方、ベッサラビアでは、1917年12月15日にモルダヴィア民主共和国が建国されたが、翌年4月9日にはルーマニアに併合された。4月17日に国王のフェルディナンド1世もこれを承認している。
ロシアが離脱したブレスト＝リトフスク条約からおよそ3ヶ月後、1918年にルーマニアはブカレスト条約を締結し、中央同盟国と正式な平和条約を結んだ。しかし、ルーマニアに課された条件は厳しかった。オーストリア＝ハンガリー帝国へと通じるカルパティア山脈の峠やドブロジャは、同盟国の管轄下に置かれるほか、コンスタンツァ以南はブルガリアに併合する。さらに、ドイツが国内の油田を90年間にわたって租借することを認め、穀物や原材料の輸出に制限をかけることはほとんどできないというものであった。しかし、ドイツが西部戦線に難儀している状況のなか、フェルディナンド1世はこの条約の承認を拒否した。
1918年秋に、脅威であったオーストリア＝ハンガリー帝国が崩壊したことによって、ルーマニアは比較的簡単に立場を表明できるようになった。協商国、特にフランスは、東南ヨーロッパの残りの敵軍を破り、親連合国の立場であったロシア軍とも協力関係を築くため、ルーマニアの支援を必要としていた。6ヶ月前にルーマニアを離れていたフランスのアンリ・マチアス・バルテロットは、ギリシャのテッサロニキに派遣され、そこからルーマニアに復帰を促した。これは、11月10日にルーマニアが再び宣戦布告を行ったことによって達成された。

### 戦間期

大ルーマニアと内包する地方

ブコヴィナやトランシルヴァニアは、それぞれ1918年11月28日と12月1日に、ルーマニアと統合することを宣言した。パリ講和会議において、ブラティアヌは、ルーマニアが新しい領土を獲得できるよう可能な限りを尽くした。なかでもトランシルヴァニアの併合は最重視され、連合国の最高評議会で禁止されていたにもかかわらず、彼はルーマニア軍をハンガリーに送った。ルーマニアの侵攻は成功し、ハンガリー・ソビエト共和国の政権は1919年8月1日に崩壊した。厳しい外交圧力があったものの、ルーマニアは続いて11月27日にブルガリアとヌイイ＝シュル＝セーヌ条約を結び（国境は同じまま）、さらには1919年12月9日、オーストリアと少数派民族に関するサン＝ジェルマン条約を締結した。ルーマニアはバナトの3分の2ほどを獲得し、残りのほとんどはセルビア人・クロアチア人・スロベニア人王国に割譲された。1920年6月4日には、ルーマニアとハンガリー間の国境を策定するトリアノン条約が調印され、トランシルヴァニアやハンガリー東部（クリシャナやマラムレシュの一部）を得た。また、オルショバの港を防衛するため、アダ・カレ島の領有権も主張し、条約締結後に占領している。これは、1923年のローザンヌ条約でトルコにも承認された。最終的にロシアとの間の交渉が残ったが、ベッサラビアのルーマニア併合に関しては、ほとんど議論されることもないまま最高評議会によって認められた。1920年の終わりまでに、ルーマニアの国境は画定した。獲得した領土は面積にして156,000k㎡に及び、人口は850万人にものぼった。既存の領土と合わせたルーマニア全体では面積296,000k㎡、人口1625万人となっている。ルーマニアはかねてからの理想形態が実現し、大ルーマニアが出現した。
1931年、ルーマニアの首相、ニコラエ・ヨルガは、アルバニア王国の独立を承認したことへの謝礼として、アルバニア王のゾグー1世から、アドリア海に面する港町、サランダを譲り受けた。ルーマニア王のカロル2世は、1934年に王令を出し、アルバニアに科学使節団を設立した。同年、ヨルガはこの土地を、そこに科学機関を設立、維持するという条件で、ルーマニアに寄付した。1939年4月、イタリアがアルバニアに侵攻し、ルーマニアの研究機関も活動ができなくなった。ヨルガは研究を止めることを決断したが、その1年後に殺害されてしまう。これにより、ルーマニア政府はこの研究機関を廃止し、第二次世界大戦中の1945年に甚大な被害を受けたため、取り壊された。土地は、エンヴェル・ホッジャ政権下で再びアルバニアの領有に変更されている。
戦間期において、ルーマニア最大の目標は、国家の新しい領土を、ソビエト連邦やドイツ、領土回復を狙うブルガリアやハンガリーから守り抜くことであった。ルーマニアの政治家たちは、平和維持のため、イギリスやフランスに援護してもらうことを考えた。また、敵国に対抗するため、国際連盟や地域同盟（バルカン協定や小協商）の設立を支援した。しかし、ハンガリーはトランシルヴァニアの返還を主張し、ソ連はベッサラビアの譲渡を認めないなど、両国との関係改善には至らなかった。ルーマニアの指導者は、ナチス・ドイツとソ連が対立しているうちは権力均衡が機能していると考えていたが、1939年8月23日に独ソ不可侵条約が締結されていたことが判明すると、国内に衝撃が走り、大きな不安を巻き起こした。さらに、この秘密の協定のなかで、ナチス・ドイツはソ連がベッサラビアを獲得することを認めていた。

### 第二次世界大戦

ルーマニアが1940年に失った領土

1939年9月に第二次世界大戦が開戦し、西部戦線でドイツが勝利、続く1940年6月にフランスが敗北すると、カロル2世は強く警戒した。彼は同盟国に依存することはできないと判断し、国を守る唯一の方法としてドイツに接近することを決めた。しかし、ソ連の最後通牒を回避することはできず、1940年6月26日に出された通牒では、「ルーマニア支配下のベッサラビア人の苦しみ」を理由に、ベッサラビアおよび北ブコヴィナを24時間以内に割譲することが求められた。ここでは、ベッサラビアは「民族的に大部分がウクライナ人」によって占められており、「ソビエト・ウクライナと関係が深い」とされた。さらに、文中には記載されていなかったものの、通牒の地図ではヘルトサ地域も太い赤線が引かれており、この地域も占領の対象となることが示唆されていた。連合国の戦況が悪化し、ドイツやイタリアの意向もあって、カロル2世は通牒の受諾を決めた。6月28日、ソ連は予告されていた領土を占領した。
ソ連の占領を許したカロル2世はその後、アドルフ・ヒトラー率いるドイツと、できるだけ早く協力関係を築き、ブルガリアやハンガリーの領土主張を遠ざけようとした。7月4日には、ルーマニアは国際連盟を脱退し、枢軸国と接近することを表明し、親ドイツ政府をつくりだした。カロル2世はドイツに対して、ルーマニアの領土を尊重し、ドイツとの軍事協力を求めた。しかし、ヒトラーは、条件としてまず隣国との領土紛争を解決することを要求した。トランシルヴァニアの係争は交渉に苦しみ、ルーマニアは割譲に断固反対した。8月16日にはハンガリーとの交渉が開始されたが合意には至らず、ヒトラーは両国の仲介を決めた。彼はハンガリーあるいはルーマニアを完全に満足させるのではなく、両国に多少の不満を残すほうが、ドイツへの協力を確実に得られると考えた。ウィーンでヒトラーは、枢軸国の支援するハンガリーを受け入れるか戦うかの選択肢を提示した。8月30日、王室協議会で第二次ウィーン裁定の受け入れが決定し、北トランシルヴァニアはハンガリーに明け渡された。さらに、交渉の末、9月7日には南ドブロジャをブルガリアに返還するクラヨーヴァ条約にも調印された。ルーマニアは領土の3分の1にあたる面積99,790k㎡を失い、6,161,317人もの人口が減ることとなった。
カロル2世は度重なる領土の喪失で支持を失い、彼に代わってイオン・アントネスクが指導者に選ばれた。アントネスクは権威主義のナショナリストで、ドイツとも距離を置いていた鉄衛団とも関わりがあった。カロル2世は退任と亡命を要求され、9月7日に実行された。王となったカロル2世の息子、ミハイ1世は同日法令を発布し、アントネスクをルーマニアの指導者として彼に全権を委ねた。イタリアがギリシャとの戦争で苦戦し、ドイツとソ連の関係が悪化すると、ヒトラーは11月23日に枢軸国側に加わったルーマニアを重視するようになった。アントネスクは第二次ウィーン裁定の取り消しを数度にわたって主張し、領土を取り戻す唯一の道は、ドイツと協力することであると考えた。
枢軸国はソ連への侵攻に備えて、ソ連に隣接する地域を確保する必要があった。そのため、1941年4月6日にはユーゴスラビア侵攻が始まった。ヒトラーは、ハンガリーへの割譲が決まっていたセルビアのバナトなど、ユーゴスラビア領をどのように分配するか既に発表していた。ルーマニアはこの作戦には参加しなかったが、政府はドイツがユーゴスラビアに進出することとハンガリーがバナトを併合する可能性については予想がなされていた。当時、北トランシルヴァニアでは衝突が起きており、ハンガリー人がルーマニア人に対して虐殺を行ったために両国間の緊張は高まっていた。これを看過できない事態とみたアントネスクは、4月3日に行われたドイツ司令官との会談で、ハンガリーのトランシルヴァニア占領はルーマニア人に怒りを買っていることを説明し、いずれルーマニアとハンガリーの間で紛争に発展する可能性があるとしてドイツの介入を強いた。その結果、ハンガリー軍はティサ川以東（バナト）での軍事行動を禁じられ、4月12日にはセルビア領バナトがドイツ軍の管轄下に置かれることとなった。この動きは、ヒトラーによるハンガリー支配のための準備とみられた。
イタリアの外相、ガレアッツォ・チャーノとドイツの外相、ヨアヒム・フォン・リッベントロップの会談のなかで、チャーノはセルビア領バナト（バチュカやバラニャとは別）をハンガリーに譲渡したいと述べた。ルーマニア政府はこれに対し、4月23日に公式声明を出し、政府、新聞、国民が一体となってバナトの領有権を主張した。ルーマニア国民にとって、この要求は民族的、歴史的な背景に基づいた正当なものであった。アントネスクは、領土を失った結果国を追われることになったカロル2世に対比させて、セルビア領バナトを併合することで自身の人気が増し、権力も強まると述べ、6月11日にはリッベントロップ宛てに覚書を送った。ここで彼は、ルーマニアの忠誠心と、バナトのみならずルーマニア人の人口が多いティモク谷を併合する必要性も再確認している。また、覚書では、「ティモクからテッサロニキまでの領域はルーマニアのものである」とも主張されている。加えて、アントネスクは、バナト、ティモク、トランスニストリアのルーマニア人がいかにルーマニア併合を望んでいるか、そしてバルカン半島のアルーマニア人がどのような状況に置かれているかをヒトラーに示し、彼を説得しようと試みた。結局ドイツは、ハンガリーとルーマニアを両方満足させる解決策を見いだすことができず、セルビア領バナトは1944年までドイツ軍の管轄下にとどまることになった。

1942年5月時点でのルーマニア領

6月12日、ヒトラーはアントネスクにソ連侵攻の計画を明かし、アントネスクは経済的、軍事的な協力を約束した。ソ連侵攻は、ロシアの脅威を完全に取り払う好機だと考えられていたため、国民からも強い支持を得た。侵攻の数時間前、アントネスクとミハイ1世は、ベッサラビアや北ブコヴィナの自由のための「聖戦」を宣言した。侵攻は6月22日に開始されたが、ルーマニア軍が参加したのは7月2日になってからであった。何度かの戦闘を経て、7月25日にはベッサラビア、北ブコヴィナの両地域がルーマニアに併合された。8月6日のヒトラーとアントネスクの会談では、ドニエストル川と南ブーフ川に挟まれた地域（トランスニストリア）がルーマニアの市民行政下に置かれることが決定した。ルーマニア軍はさらに、南ブーフ川とドニエプル川の間の地域も占領し、部隊の一部はドニエプル川を超えて侵攻を続けた。8月19日には、トランスニストリア県が設立されたが、ベッサラビアや北ブコヴィナと異なり、正式にルーマニアに併合されることはなかった。大勢のルーマニア軍が、ロシア南部やコーカサスにおけるドイツ軍の侵攻に加わった。しかし、スターリングラード攻防戦でドイツが敗北を喫すると、アントネスクはドイツに勝利は不可能であると考えるようになった。アントネスクはドイツに対し、軍隊や物資の支援を続けたが、同時に東部の守備を始めた。
ルーマニアを大戦から離脱させようとする政治家も存在し、ユリウ・マニウは彼らの筆頭であった。マニウはイギリス政府と連絡をとり、ルーマニア国民はドニエストル川（ベッサラビアとトランスニストリアの境界）以東の侵攻には関心がなく、北トランシルヴァニアなどルーマニア固有の領土を求めているだけであると伝えた。しかし、1943年1月にイギリスは、ルーマニアはソ連と国境について協議する必要があるという方針を示した。1944年3月、ソ連軍は国境を越えてルーマニア領内（モルダヴィア北部）に入った。マニウの代表を務めたバルブ・シュティルベイは、1944年初めにカイロへ赴き、連合国やソ連との交渉を開始した。ソ連の代表団は、4月12日に休戦協定の最低条件を提示した。ここでは、ドイツとの関係を絶ち、連合国側についてドイツと戦うこと、ルーマニアとソ連の国境を1940年当時の状態に戻すこと、第二次ウィーン裁定の無効化（北トランシルヴァニアのルーマニアへの返還）などが挙げられていた。マニウは条件の緩和を試みたが失敗し、1944年6月10日に協定を受け入れた。参戦やアントネスクの独裁政権に対しては反対が強まっており、8月23日、ソ連のルーマニア侵攻が続く最中、ミハイ1世らはクーデターを行い、アントネスクは逮捕された。同日、ミハイ1世は、ルーマニアが連合国側に正式に加入すること、軍が北トランシルヴァニア解放のために派遣されることを発表した。休戦協定は、9月13日に正式に署名された。国内では、政党間の勢力争いが始まったが、ルーマニア共産党の指導者はモスクワを訪れ、ソ連から政権掌握のための全面支援を約束された。強力なソ連の圧力を受けて、共産主義者の団体、農夫前線の指導者であったペテル・グローザが権力を握った。

1948年に行われたドナウ・デルタにおける領土の変更を示した地図

1947年2月10日、パリ講和条約が調印され、ルーマニアの北トランシルヴァニア領有が正式に認められた。1946年12月には、共産主義の指導者であったグローザが新しい政権を樹立させた。共産党は、1947年の初めにはルーマニアの経済を全面的に支配しており、マニウなどの政敵は排除され、1947年10月29日に裁判にかけられた。1947年12月30日、共産主義政権への最後の移行が完了し、ミハイ1世は退位させられ、ルーマニア人民共和国の成立が宣言された。
パリ講和条約では、ルーマニアとソ連の国境についても定められたが、1944年時点でソ連が占領していた島には、1940年の最後通牒に含まれていないものもあった。ソ連はこの地域の国境を定めた議定書に署名するよう求め、1948年2月4日に成立した。この議定書によると、ドナウ川に浮かぶタタル・ミク島、ダレル・ミク島、ダレル・マレ島、マイカン島、リンバ島、黒海のズミイヌイ島はソ連領、一方でドナウ川のタタル・マレ島、チェルノフカ島、バビナ島はルーマニア領となっている。

### 戦後

ICJの判決の結果、ルーマニアとウクライナの最終的な国境線を示した地図

1989年12月のルーマニア革命で共産主義政権が崩壊すると、ルーマニアはズミイヌイ島を再び獲得しようと動いた。ズミイヌイ島は黒海に浮かび、周辺の大陸棚には石油や天然ガスが豊富に埋蔵している。ソ連が1991年に崩壊したため、島はウクライナの領有となっていた。1997年、ルーマニアはウクライナと友好条約を結んだため、島の領有権主張を放棄したが、一方で条約には両国間の海洋国境を画定する必要が定められた。ウクライナとの交渉はすべて失敗に終わり、ルーマニアは国際司法裁判所 (ICJ) に訴訟を提起した。
ルーマニアは、1997年の条約で、島には人が定住したり、経済活動を行うことができないため、海洋国境にも影響を与えないと定めた宣言に、両国が同意していると主張した。一方のウクライナは、宣言と条文は異なり、条約の法的地位を変えることはないと応じた。ICJはこの条約を考慮する義務はなく、ルーマニアとソ連の間で結ばれた古い条約を精査した結果、ズミイヌイ島を取り巻くような弧状の境界線22kmを置くべきだという判決に至った。また、ICJでは、ルーマニアの宣言通り、ズミイヌイ島は島ではなく、2国間の海洋国境に影響を与えない岩であるとの見解も出されたほか、ウクライナの主張する国境は明確な理由もなくルーマニアの海岸線近くに設定されており、ルーマニアの領土保全に影響するとされた。2009年2月3日に裁判は終結し、ルーマニアは係争地域の80％を自国領とすることができた。

## 現代
現在、一部でルーマニアの国境を拡大すべきだという考えが再燃している。その支持者の多くはナショナリスト、過激派、大ルーマニア党や「新しい権利」のような極右政党である。特に、現在はウクライナやモルドバ領となっているベッサラビアや北ブコヴィナを回復し、大ルーマニアを復活させる運動は盛んである。また、彼らは、トランシルヴァニアに対してハンガリー人が展開する、ルーマニア領への領有権主張に関しても激しく反発している。